# Astragalus aulieatensis
Astragalus aulieatensis är en ärtväxtart som beskrevs av Mikhail Grigoríevič Popov. Astragalus aulieatensis ingår i släktet vedlar, och familjen ärtväxter. Inga underarter finns listade i Catalogue of Life.